# Bauhinia uruguayensis
Bauhinia uruguayensis är en ärtväxtart som beskrevs av George Bentham. Bauhinia uruguayensis ingår i släktet Bauhinia och familjen ärtväxter. Inga underarter finns listade i Catalogue of Life.